# Popo (boisson)
Pour les articles homonymes, voir Popo.
Le popo est une boisson traditionnelle mexicaine principalement consommée dans les communautés indigènes de la Cuenca del Papaloapan (es), le bassin versant du río Papaloapan entre le sud de l'État de Veracruz et le nord de l'État de Oaxaca. C'est une boisson mousseuse qui se boit fraîche.

## Étymologie
Le nom popo vient du nahuatl popoctl qui se traduit en « chose qui fume », en référence à la mousse qui caractérise la boisson.

## Culture
Le popo est élaboré à partir de deux ingrédients principaux qui sont le maïs et le cacao, auxquels est ajouté un agent moussant comme le chupipi, et éventuellement du sucre ou du piloncillo pour l'adoucir. Il peut être parfumé à l'anis, à la cannelle ou contenir du riz en fonction des variantes. Traditionnellement, il est servi dans une jícara (es).
Le popo est consommé historiquement par plusieurs communautés indigènes de la région, notamment les Chinantèques (es), les Mazatèques, les Mixes (es), les Nahuas et les Zoques. C'est une boisson associée aux célébrations telles que les anniversaires, les baptêmes, les mariages et autres fêtes.